# Ampyx
Ampyx (лат.) — род трилобитов из семейства Raphiophoridae отряда Asaphida, живший во времена ордовика и силура (488,3—419,2 млн лет назад).
Это небольшие трилобиты, как правило, длиной 3,5 сантиметра. Грудная клетка была маленькой, с 5 или 6 сегментами, в то время как затылок был ещё короче, поперечным и несегментированным. Глаза отсутствовали, что указывает на то, что эти животные обитали на дне.
Ископаемые остатки, принадлежащие представителям рода, найдены:
- в ордовикских отложениях Евразии (Великобритания, Иран, Ирландия, Китай, Латвия, Норвегия, Россия, Турция, Франция, Швеция, Эстония), северной Африки (Марокко) и Северной Америки (Канада, США).
- в силурийских отложениях Европы (Великобритания, Италия).

## Классификация
В род включают следующие вымершие виды:
- Ampyx compactus
- Ampyx delicatulus
- Ampyx laeviusculus
- Ampyx lobatus
- Ampyx nasutus
- Ampyx porcus
- Ampyx priscus
- Ampyx spongiosus
- Ampyx toxotis
- Ampyx virginiensis
- Ampyx walcotti